# تقنية تقدمية
التقدمية التقنية أو التقدم التكنولوجي موقف داعم فعّال للتقارب الحاصل بين التغير التكنولوجي ونظيره الاجتماعي. يرى رواد التقدم التقني أن التطورات التقنية يمكن أن تنطوي على تغيرات عميقة وتحررية عندما تكون تحت إشراف سلطات ديمقراطية شرعية ومسؤولة لضمان مشاركة الأطراف الفعلية في هذه التطورات في تحمل تكاليفها ومخاطرها وفوائدها بشكل عادل. ظهرت أولى الإشارات إلى التقدم التكنولوجي ضمن التفاؤلية العلمية أو اللإكستروبية في عام 1999 على أنها «إزالة جميع القيود السياسية والثقافية والبيولوجية والنفسية على إدراك وتحقيق الذات».

## موقف
تشدد التقدمية التقنية على أن حالات التقدم يجب أن تركز على الأبعاد العلمية والتقنية، بالإضافة إلى الأبعاد الأخلاقية والاجتماعية. بالنسبة لمعظم وجهات نظر المدافعين عن التقدم التكنولوجي، فإن نمو المعرفة العلمية لن يمثل تحقيق التقدم الصحيح إلا عندما يترافق بتوزيع عادل للتكاليف والمخاطر والفوائد لهذه المعارف والقدرات الجديدة. في الوقت نفسه، بالنسبة لمعظم النقاد والمدافعين عن التقدم التكنولوجي، تحقيق الديمقراطية الأفضل، والعدالة الأكبر، والعنف الأقل، وثقافة الحقوق الأوسع نطاقًا، هي جميعًا أمور مرغوبة، ولكنها غير كافية في حد ذاتها لمواجهة تساؤلات المجتمعات التكنولوجية المعاصرة إلا عندما تترافق مع تقدم في مجال العلوم والتكنولوجيا لدعم وتنفيذ هذه القيم.
تشمل المواقف القوية المرافقة للتقدم التكنولوجي تشمل دعم حق المواطن في الحفاظ على ذهنه أو جسده أو تعديله، وفقًا لشروطه الخاصة، من خلال اللجوء إلى التقنيات الطبية العلاجية المعلومة والموافق عليها برضى أو رفضها.
في نوفمبر 2014، وقعت العديد من منظمات ما بعد الإنسانية الرائدة خلال مؤتمر «ترانسفيجن» إعلان التقدم التكنولوجي. أوضح الإعلان قيم التقدم التكنولوجي.

## الموقف المغاير
التحفظية البيولوجية (مصطلح مدمج يجمع بين «علم الأحياء» و«المحافظية») موقف متردد تجاه التنمية التكنولوجية، خصوصًا إذا كان يُنظر إليها على أنها تهديد للنظام الاجتماعي الحالي. تتضمن المواقف التحفظية البيولوجية القوية المعارضة لتعديل الأنسجة الوراثية لمحاصيل الطعام، واستنساخ وهندسة الأنسجة الوراثية للماشية والحيوانات الأليفة، وبشكل بارز، رفض تعديل الأنسجة الوراثية والتكنولوجيا البديلة والمعرفية للبشر بهدف التغلب على ما يُنظر إليه على نطاق واسع كقيود بيولوجية وثقافية حالية.
يتراوح أنصار التحفظية البيولوجية في وجهات نظرهم السياسية من اليمين المتمسكين بالقيم الدينية والثقافية إلى اليساريين الذين يعنون بالقضايا البيئية ونقاد التكنولوجيا. ما يوحد أنصار التحفظية البيولوجية هو الشك بشأن التحولات الطبية والتكنولوجية الأخرى في العالم. عادةً ما تكون وجهة نظر أنصار التحفظية البيولوجية أقل تطرفًا كنقد للمجتمع التكنولوجي مقارنة بأنصار اللاضية الجديدة، إذ تتميز بتأييدها للطبيعة واعتبارها فئة أخلاقية.
على الرغم من تناقض التقدم التكنولوجي مع التحفظية البيولوجية في الطيف السياسي البيولوجي، إلا أن كل من التقدم التكنولوجي والحفاظية البيولوجية، في تعبيراتهما الأكثر اعتدالًا، تشتركان في المعارضة لأشكال التنمية التكنولوجية غير الآمنة وغير العادلة وغير الديمقراطية، ويعترفان جميعًا بأن مثل هذه الأوضاع التنموية يمكن أن تسهم في تهور غير مقبول واستغلال وتفاقم الظلم وتكوين احتقان اجتماعي خطير.